# Opsaridium boweni
 Opsaridium boweni es una especie de pez de la familia de los ciprínidos del orden de los cipriniformes.

## Morfología
Los machos pueden llegar a medir 12,1 cm de longitud total.

## Distribución geográfica
Se encuentra en República Democrática del Congo.